# Saint-Thibault (Aube)
Pour les articles homonymes, voir Saint-Thibault.
Saint-Thibault est une commune française, située dans le département de l'Aube en région Grand Est.

## Géographie
| Moussey                       | Buchères       | Verrières |
| Isle-Aumont Les Bordes-Aumont | Saint-Thibault | Clérey    |
| Cormost                       |                | Vaudes    |

Le cadastre de 1829 cite au territoire : Allemagne, Champ-Michaut, Château-Frileux, l'Ecluse, Maison-Brûlée, Maraux, Paradis, Petite-Justice, Pied de Loup, rû de la Madeleine, Rompure, Sautet et Tronchet.
Anciennement s'orthographiait Saint-Thibaud.

### Hydrographie
La commune est dans la région hydrographique « la Seine de sa source au confluent de l'Oise (exclu) » au sein du bassin Seine-Normandie. Elle est drainée par la Seine, le Fossé Berthault, l'Hozain, l'ancien canal de la Haute Seine, un bras de la Seine, un bras de la Seine, le canal 01 de la Justice, le canal 01 du Champ Michaux, le Roset, le ru les Noues et divers autres petits cours d'eau,.
La Seine, un fleuve long de 775 km, coule dans le Bassin parisien et notamment dans le département de l’Aube en le traversant du sud-est au nord-ouest. Elle constitue une limite séparative de la commune sur un très petit tronçon au nord-est du territoire.
Le fossé Berthault, d'une longueur de 11 km, prend sa source dans la commune de Rumilly-lès-Vaudes et se jette  dans l'Hozain sur la commune, après avoir traversé trois communes. 
L'Hozain, d'une longueur de 25 km, prend sa source dans la commune de Lantages et se jette  dans la Seine à Bréviandes, après avoir traversé douze communes. 

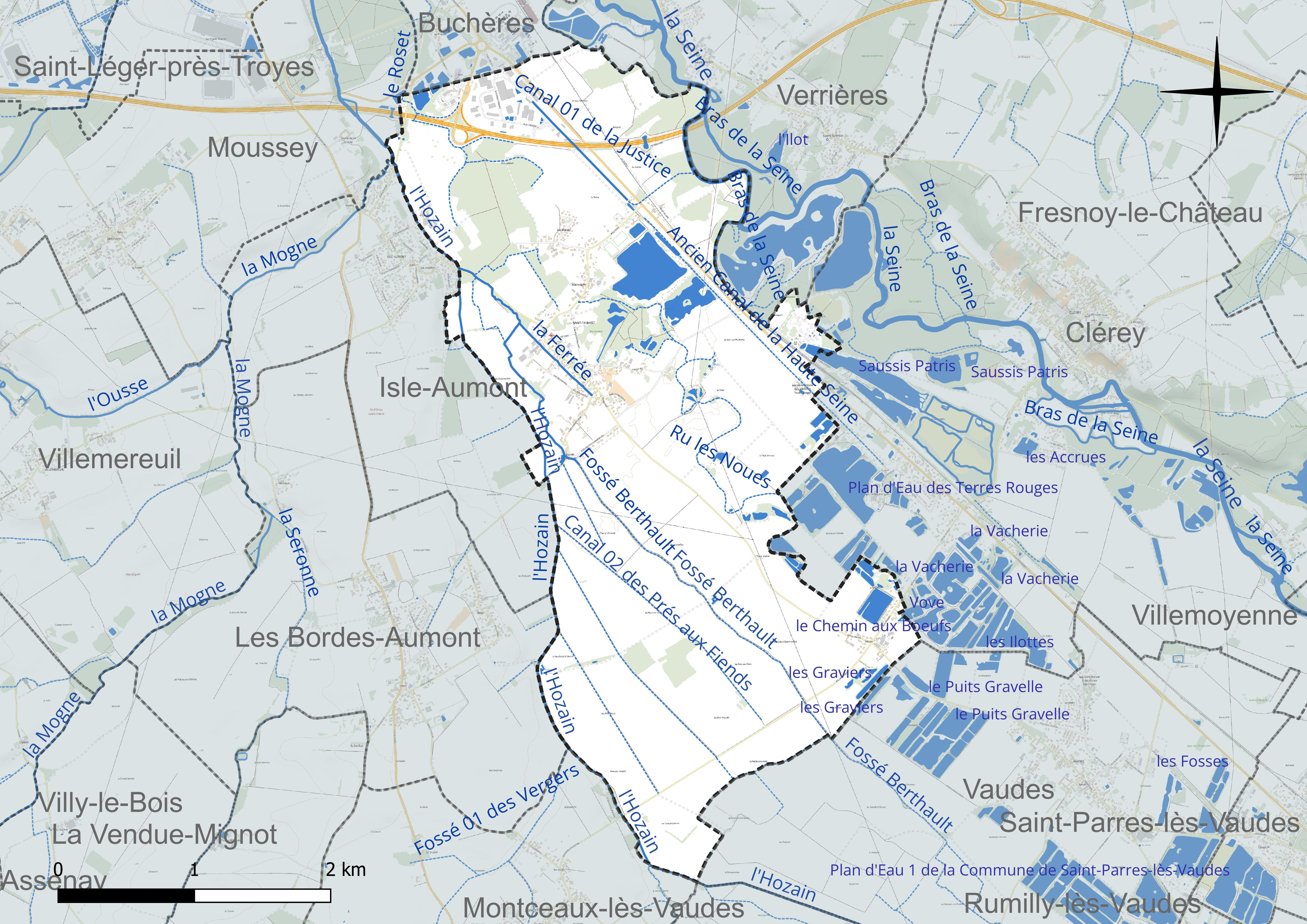
Réseau hydrographique de Saint-Thibault.

Quatre plans d'eau complètent le réseau hydrographique : le plan d'eau 5 de la commune de Buchères, d'une superficie totale de 1 ha (0,2 ha sur la commune), le plan d'eau 6 de la commune de Buchères, d'une superficie totale de 1,7 ha (1,2 ha sur la commune), les Graviers (1,8 ha) et Saussis Patris, d'une superficie totale de 10,2 ha (0,9 ha sur la commune),.

### Climat
Pour des articles plus généraux, voir Climat du Grand Est et Climat de l'Aube.
En 2010, le climat de la commune est de type climat océanique dégradé des plaines du Centre et du Nord, selon une étude du Centre national de la recherche scientifique s'appuyant sur une série de données couvrant la période 1971-2000. En 2020, Météo-France publie une typologie des climats de la France métropolitaine dans laquelle la commune est exposée à un climat océanique altéré et est dans la région climatique  Lorraine, plateau de Langres, Morvan, caractérisée par un hiver rude (1,5 °C), des vents modérés et des brouillards fréquents en automne et hiver. 
Pour la période 1971-2000, la température annuelle moyenne est de 10,6 °C, avec une amplitude thermique annuelle de 15,9 °C. Le cumul annuel moyen de précipitations est de 718 mm, avec 11,6 jours de précipitations en janvier et 7,8 jours en juillet. Pour la période 1991-2020, la température moyenne annuelle observée sur la station météorologique de Météo-France la plus proche, « Saint-Pouange », sur la commune de Saint-Pouange à 8 km à vol d'oiseau, est de 11,5 °C et le cumul annuel moyen de précipitations est de 707,5 mm. 
La température maximale relevée sur cette station est de 42,2 °C, atteinte le 24 juillet 2019 ; la température minimale est de −21 °C, atteinte le 9 janvier 1985,,. 
Les paramètres climatiques de la commune ont été estimés pour le milieu du siècle (2041-2070) selon différents scénarios d'émission de gaz à effet de serre à partir des nouvelles projections climatiques de référence DRIAS-2020. Ils sont consultables sur un site dédié publié par Météo-France en novembre 2022.

## Urbanisme

### Typologie
Au 1er janvier 2024, Saint-Thibault est catégorisée commune rurale à habitat dispersé, selon la nouvelle grille communale de densité à 7 niveaux définie par l'Insee en 2022.
Elle est située hors unité urbaine. Par ailleurs la commune fait partie de l'aire d'attraction de Troyes, dont elle est une commune de la couronne,. Cette aire, qui regroupe 209 communes, est catégorisée dans les aires de 200 000 à moins de 700 000 habitants,.

### Occupation des sols
L'occupation des sols de la commune, telle qu'elle ressort de la base de données européenne d’occupation biophysique des sols Corine Land Cover (CLC), est marquée par l'importance des territoires agricoles (77,5 % en 2018), en diminution par rapport à 1990 (81,1 %). La répartition détaillée en 2018 est la suivante : 
terres arables (69,3 %), forêts (8,8 %), eaux continentales (6,7 %), prairies (4,5 %), zones urbanisées (3,9 %), zones agricoles hétérogènes (3,7 %), zones industrielles ou commerciales et réseaux de communication (3,1 %). L'évolution de l’occupation des sols de la commune et de ses infrastructures peut être observée sur les différentes représentations cartographiques du territoire : la carte de Cassini (XVIIIe siècle), la carte d'état-major (1820-1866) et les cartes ou photos aériennes de l'IGN pour la période actuelle (1950 à aujourd'hui).

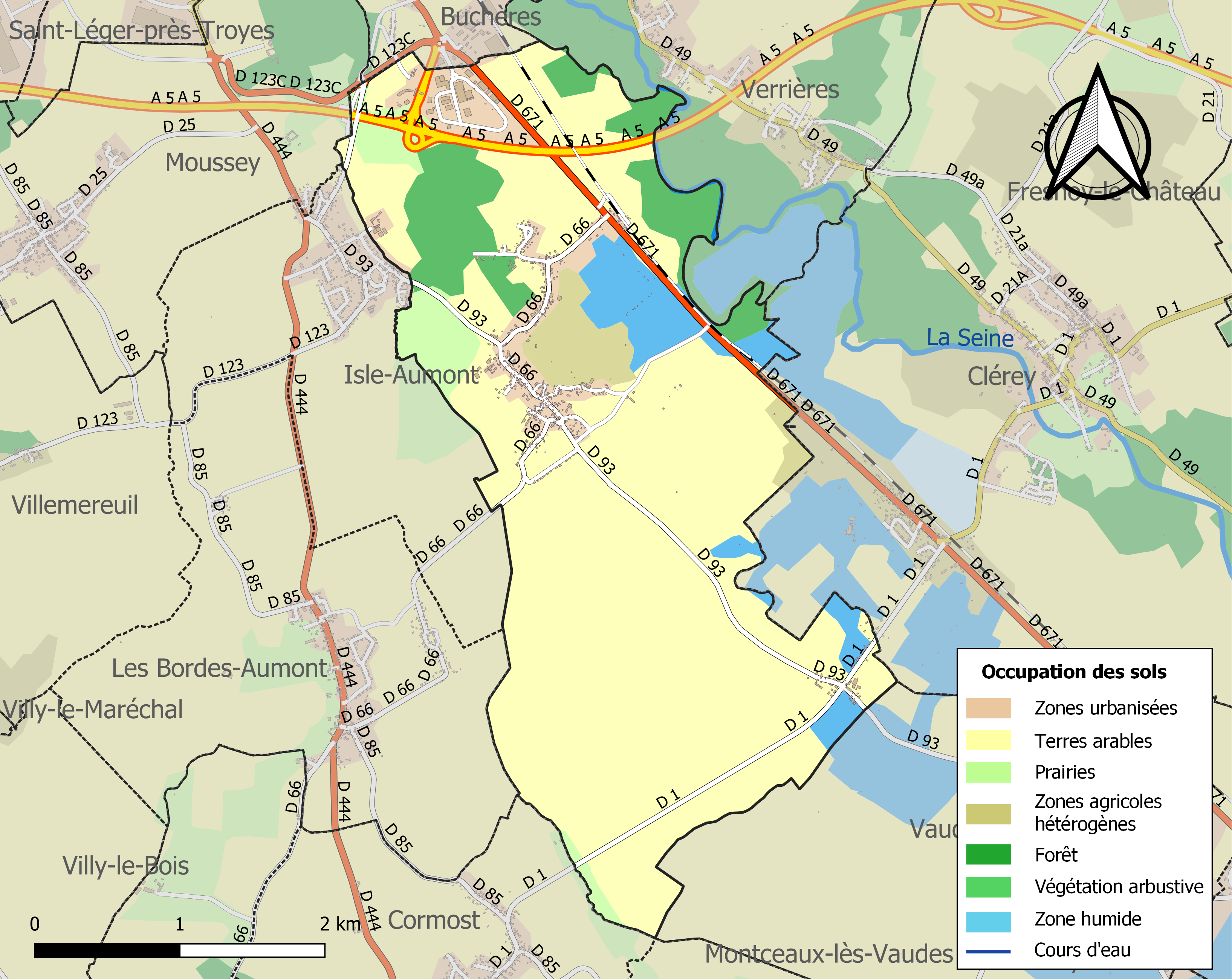
Carte des infrastructures et de l'occupation des sols de la commune en 2018 (CLC).

## Histoire
Le fief dépendait d'Isle et donc des comtes de Champagne puis du domaine royal, passai ensuite au duc de Bourgogne, de Nevers avant d'être à la famille ducale d'Aumont.
En 1789, le village était de l'intendance et de la généralité de Châlons-sur-Marne, de l’élection et du bailliage royal de Troyes et du bailliage ducal d'Aumont.
Le 4 février 1814 lors de la campagne de France (1814), les troupes du général Claude Étienne Michel appuyées par la cavalerie du général Briche repoussèrent l'assaut de troupes autrichiennes du prince de Liechtenstein et du comte Colloredo.

### Passé ferroviaire de la commune
|  |  |  |

De 1882 au 2 mars 1969, la commune de Saint-Thibault  a été traversée par la ligne de chemin de fer de Troyes à Gray, qui, venant du nord-ouest de la gare de Buchères-Verrières, suivait la route de Troyes  à Bar-sur-Seine,  s'arrêtait à la gare de Saint-Thibault et se dirigeait ensuite en ligne droite vers la gare de Clérey. 

Les bâtiments de la gare sont encore présents de nos jours, Chemin de la gare.

L'horaire ci-dessus montre qu'en 1914, quatre trains s'arrêtaient chaque jour à la gare  dans le sens Troyes-Gray et quatre autres dans l'autre sens.

A une époque où le chemin de fer était le moyen de déplacement le plus pratique, cette ligne connaissait un important trafic de passagers et de marchandises. 
	
À partir de 1950, avec l'amélioration des routes et le développement du transport automobile, le trafic ferroviaire a périclité et la ligne a été fermée le 2 mars 1969 au trafic voyageurs puis désaffectée.

## Politique et administration
Du 29 janvier au 29 novembre 1790 la commune dépendait du canton d'Anglure, puis de celui d'Isle-Aumont jusqu'en an IX.
| Période                                  | Période  | Identité             | Étiquette | Qualité   |
| ---------------------------------------- | -------- | -------------------- | --------- | --------- |
| mars 2008                                | En cours | Marie-France Jolliot |           | Retraitée |
| Les données manquantes sont à compléter. |          |                      |           |           |

## Démographie
L'évolution du nombre d'habitants est connue à travers les recensements de la population effectués dans la commune depuis 1793. Pour les communes de moins de 10 000 habitants, une enquête de recensement portant sur toute la population est réalisée tous les cinq ans, les populations de référence des années intermédiaires étant quant à elles estimées par interpolation ou extrapolation. Pour la commune, le premier recensement exhaustif entrant dans le cadre du nouveau dispositif a été réalisé en 2005.

En 2022, la commune comptait 551 habitants, en évolution de +0,18 % par rapport à 2016 (Aube : +0,7 %, France hors Mayotte : +2,11 %).
| 1793 | 1800 | 1806 | 1821 | 1831 | 1836 | 1841 | 1846 | 1851 |
| ---- | ---- | ---- | ---- | ---- | ---- | ---- | ---- | ---- |
| 415  | 414  | 393  | 394  | 386  | 453  | 456  | 457  | 435  |

| 1856 | 1861 | 1866 | 1872 | 1876 | 1881 | 1886 | 1891 | 1896 |
| ---- | ---- | ---- | ---- | ---- | ---- | ---- | ---- | ---- |
| 438  | 416  | 440  | 382  | 387  | 385  | 377  | 342  | 323  |

| 1901 | 1906 | 1911 | 1921 | 1926 | 1931 | 1936 | 1946 | 1954 |
| ---- | ---- | ---- | ---- | ---- | ---- | ---- | ---- | ---- |
| 317  | 288  | 261  | 234  | 264  | 322  | 343  | 362  | 385  |

| 1962 | 1968 | 1975 | 1982 | 1990 | 1999 | 2005 | 2006 | 2010 |
| ---- | ---- | ---- | ---- | ---- | ---- | ---- | ---- | ---- |
| 379  | 372  | 373  | 494  | 479  | 462  | 486  | 483  | 465  |

| 2015 | 2020 | 2022 | - | - | - | - | - | - |
| ---- | ---- | ---- | - | - | - | - | - | - |
| 539  | 547  | 551  | - | - | - | - | - | - |

## Lieux et monuments
- Église Saint-Thibault.
- Pied-de-Loup était un ancien village qui comptait quarante feux en 1290 qui avait des droits d'usage dans les forêts d'Isle, de Chaource, une commanderie des Antonins y existait et dépendait de la commanderie de Saint-Antoine de Troyes et possédait une grange à Saint-Antoine-aux-Bois. Il n'y a pas de date pour sa disparition.

## Héraldique
| Blason à dessiner | Blason  | Parti: au 1er d'or à saint Thibault à cheval en ombre au trait de sable, au 2e d'azur à la bande d'argent côtoyée de deux jumelles potencées imbriquées intérieurement d'or; enté voûté en pointe d'argent chargé de trois épis empoignés d'or; au chef d'argent chargé de deux burelles ondées d'azur. |
| Blason à dessiner | Détails | Le statut officiel du blason reste à déterminer. |